# 31996 Goecknerwald
31996 Goecknerwald è un asteroide della fascia principale. Scoperto nel 2000, presenta un'orbita caratterizzata da un semiasse maggiore pari a 2,3207628 UA e da un'eccentricità di 0,1277195, inclinata di 6,06633° rispetto all'eclittica.